# Llista de monuments d'Esporles
Llista de monuments d'Esporles catalogats pel consell insular de Mallorca com a Béns d'Interès Cultural en la categoria de monuments pel seu interès històric, artístic, arquitectònic, arqueològic, històric-industrial, etnològic, social, científic o tècnic.
| Monument                                              | Tipus                | Localització | Coordenades                                          | Codi?         | Imatge                                    |
| ----------------------------------------------------- | -------------------- | ------------ | ---------------------------------------------------- | ------------- | ----------------------------------------- |
| Turó murat de Canet / Es Corral Fals / Ses Planes     | Monument arqueològic | Esporles     | 39° 39′ 54″ N, 2° 36′ 51″ E / 39.664958°N,2.614179°E | RI-51-0002049 | Carregueu una nova foto d'aquest monument |
| Talaiot de sa Granja / S'Ossera                       | Monument arqueològic | Esporles     | 39° 40′ 16″ N, 2° 33′ 46″ E / 39.671083°N,2.562867°E | RI-51-0002052 | Carregueu una nova foto d'aquest monument |
| Baix de s'Ossera / Sa Granja                          | Monument arqueològic | Esporles     | 39° 40′ 13″ N, 2° 33′ 59″ E / 39.670195°N,2.566359°E | RI-51-0002050 | Carregueu una nova foto d'aquest monument |
| Resta prehistòrica de sa Granja / Racó de Banyalbufar | Monument arqueològic | Esporles     | 39° 40′ 26″ N, 2° 33′ 29″ E / 39.673768°N,2.558163°E | RI-51-0002053 | Carregueu una nova foto d'aquest monument |
| Resta prehistòrica de Miralles                        | Monument arqueològic | Esporles     | 39° 39′ 54″ N, 2° 36′ 07″ E / 39.664916°N,2.601938°E | RI-51-0002054 | Carregueu una nova foto d'aquest monument |
| Talaiot de Son Cabaspre                               | Monument arqueològic | Esporles     | 39° 41′ 15″ N, 2° 35′ 12″ E / 39.687389°N,2.586660°E | RI-51-0002055 | Carregueu una nova foto d'aquest monument |
| Turó fortificat de Son Dameto / Es Bosc               | Monument arqueològic | Esporles     | 39° 41′ 15″ N, 2° 34′ 51″ E / 39.687368°N,2.580817°E | RI-51-0002056 | Carregueu una nova foto d'aquest monument |
| Resta prehistòrica de Son Llabrès                     | Monument arqueològic | Esporles     | 39° 38′ 37″ N, 2° 34′ 44″ E / 39.643480°N,2.578752°E | RI-51-0002057 | Carregueu una nova foto d'aquest monument |
| Talaiot de Son Malferit / Es Caragol                  | Monument arqueològic | Esporles     | 39° 38′ 40″ N, 2° 34′ 41″ E / 39.644379°N,2.578175°E | RI-51-0002058 | Carregueu una nova foto d'aquest monument |
| Necròpoli de Son Quint / Puig des Moros               | Monument arqueològic | Esporles     | 39° 39′ 23″ N, 2° 35′ 38″ E / 39.656329°N,2.593828°E | RI-51-0002059 | Carregueu una nova foto d'aquest monument |
| Talaiot de Son Tugores / Puig de Ses Forques          | Monument arqueològic | Esporles     | 39° 39′ 36″ N, 2° 37′ 12″ E / 39.660030°N,2.620047°E | RI-51-0002060 | Carregueu una nova foto d'aquest monument |